# Aoki Masaru

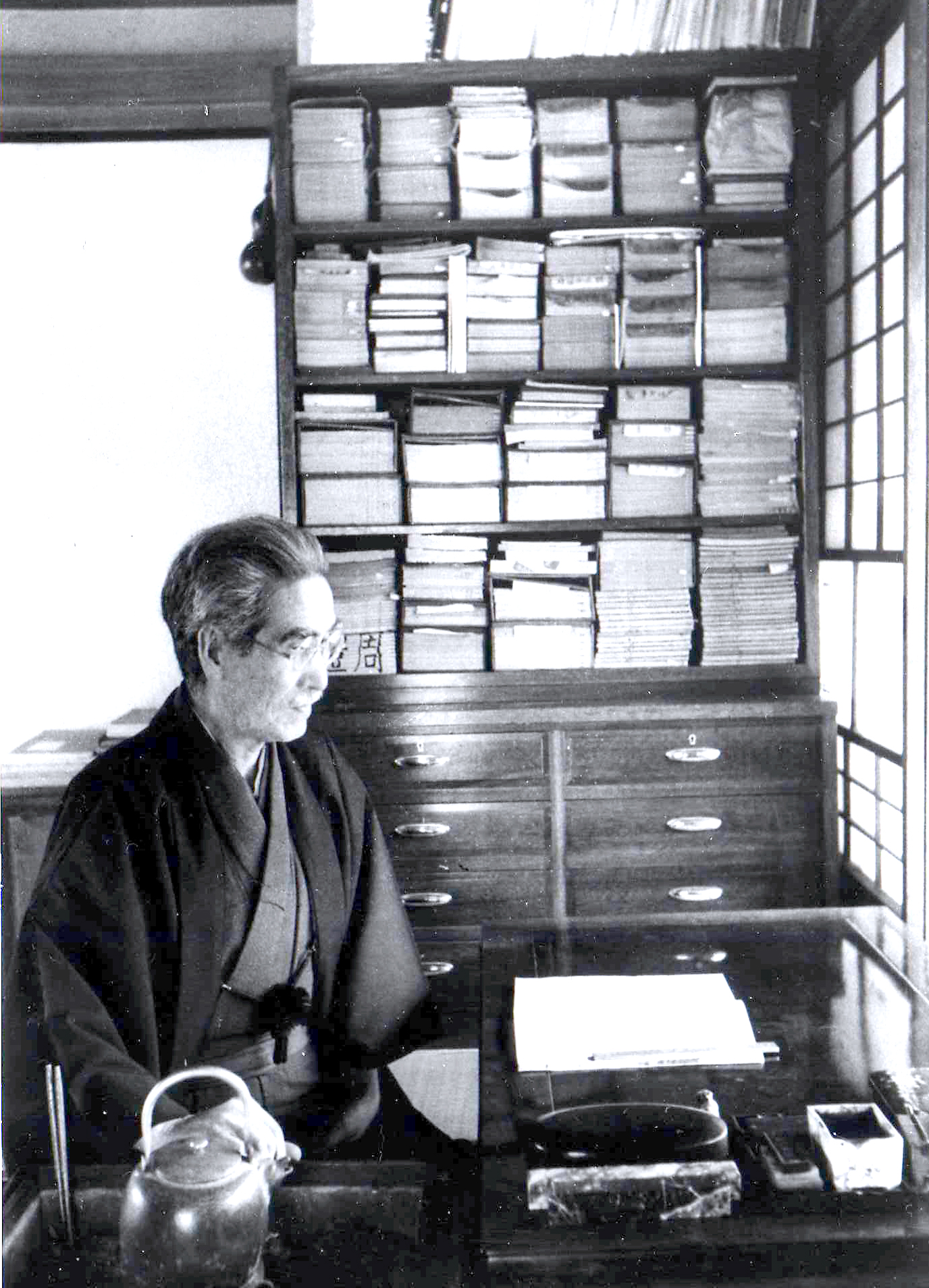
Masaru Aoki

Masaru Aoki (japonés: 靑木正兒; 1887-1964), más conocido por su nombre occidentalizado, Aoki Masaru, fue un sinólogo japonés.

## Obras
Aoki escribió un artículo llamado "Hu Shi y la Revolución de la Literatura China", publicado en "Estudio Chino" (chino tradicional: 支那學, chino simplificado: 支那学, pinyin: Zhīnà Xué) en 1920. Durante los años 30 y 40, el trabajo de Aoki fue considerado una importante contribución en la traducción y el estudio de la literatura china. Se le ha considerado un sinólogo internacionalmente influyente.
Algunas de sus obras incluyen:
- Yuan Jen Tsa Chu Hsu Shuo , publicada en 1959
- Shina kinsei gikyoku shi, publicada en 1930
- Yuan ren za ju gai shuo publicada en 1957
- Shina bungaku shisō shi (支那文学思想史; "Una historia de pensamiento literario chino"), publicada en 1943.